# Gare d’Igney – Avricourt
Gare d'Igney - Avricourt – stacja kolejowa w Avricourt, w departamencie Meurthe i Mozela, w regionie Grand Est, we Francji.
Jest stacją Société nationale des chemins de fer français (SNCF), obsługiwaną przez pociągi TER Lorraine.